# Quan lo rius de la fontana

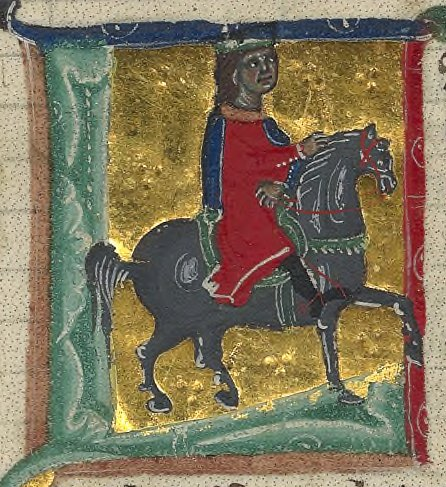
Rudel raffigurato a cavallo nel canzoniere K (ms. BnF fr. 12473).

Quan lo rius de la fontana è una canso in lingua occitana antica composta dal trovatore Jaufré Rudel.
Consta di cinque coblas di sette versi; l'ultima funge da tornada. Lo schema metrico è ABCDACE per le prime due stanze, CDABCAE per le ultime tre. Si tratta, in altri termini, di quattro coblas doblas il cui carattere di "coppia" è dato da un cambio di disposizione della rima e di una tornada che ripete la struttura rimante delle coblas che la precedono.
Viene considerata un manifesto dell'amor de lonh, un sentimento amoroso colmo di contrasti che scaturisce dalla lontananza fisica.
Un allusivo incipit stagionale contestualizza l'azione lirica nella sfera primaverile, conducendo il rio della sorgente tra la «flors aiglentina» (la rosa canina) e il dolce e raffinato canto del «rossinholetz». Il nucleo della poetica rudeliana diviene esplicito con l'esordio della seconda cobla - «Amors de terra lonhdana» (v. 8) - e si dipana fino agli emblematici versi 24-27:
si cobezeza la.m tol

que plus es ponhens qu'espina

la dolors que ab joi sana»
se la concupiscenza me la toglie [la donna che amo]

perché è più pungente di una spina

il dolore che si guarisce con il joi»
L'invio del vers «en plana lengua romana» viene affidato - «senes breu de pargamina» ("senza lettera di pergamena") - al solo canto del giullare Filhol e indirizzato al nobile Hugon Brun.